# ジャリルガチ国立自然公園
ジャリルガチ国立自然公園（ジャリルガチこくりつこうえん、ウクライナ語: Джарилгацький національний природний парк）は、ウクライナのヘルソン州スカドフスク地区に位置する国立公園であり、ジャリルガチ島とその周辺のジャリルガチ湾の水域、およびスカドフスクとラズルネ間の海岸線を含む自然保護区域である。
2009年12月11日にヴィクトル・ユシチェンコ大統領の勅令により設立され、黒海北部沿岸の貴重な自然および歴史文化的複合体を保護することを目的としている。
公園の総面積は10,000ヘクタールで、うち805ヘクタールがスカドフスク試験林業・狩猟公社から国立公園に恒久的に譲渡され、6,726ヘクタールの同公社の土地と2,469ヘクタールのジャリルガチ湾水域が公園に含まれるが、土地の収用は行われていない。

## 歴史
ジャリルガチ国立自然公園は、黒海沿岸の生態系と鳥類の保護を目的として設立された。ジャリルガチ島は、科学的関心を集める地域として、1923年にアスカニア・ノヴァ生物圏保護区の一部となり、1927年に国有沿海保護区に指定された。しかし、1937年に保護区の地位は取り消され、島は集団農場での放牧や防風林の造成に利用された。1974年、島の北東部にジャリルガチ植物保護区が設立され、ヤグルマギク属の一種 Centaurea margarita-alba の保護が始まった。1997年から国立自然公園の再設立に向けた取り組みが再開され、2009年に現在の公園が正式に設立された。

### ロシア・ウクライナ戦争
2022年のロシアの侵攻により、公園はロシアの占領下に置かれた。ヘルソン州地区軍事行政当局の2024年1月の推定によると、戦争による公園の生物多様性への損害は1,029億1,000万フリヴニャ（約3,700億円）に上る。

## 設立の経緯
ジャリルガチ島とその周辺水域は、黒海の生態系と渡り鳥の保護において重要な地域である。公園の設立にあたり、ウクライナ閣僚会議は以下の措置を講じるよう指示された：
- 公園管理機関の設立と運営の確保。
- 2010年中に公園の規約を承認。
- 2010–2011年に805ヘクタールの土地を公園に恒久譲渡し、土地利用計画を策定。
- 2010–2012年に公園の自然複合体の保護・再生・レクリエーション利用に関する計画を策定。
- 2010年以降の国家予算で公園運営に必要な資金を確保。

2012年から2016年まで、スヴィトラーナ・シュリガが公園の所長を務めた。

## 構成保護区
ジャリルガチ国立自然公園には、以下の自然保護区が含まれている：
- ジャリルガチ植物保護区（ウクライナ語版）（全国指定植物保護区）：Centaurea margarita-alba などの希少植物を保護。

## 植生
ジャリルガチ島の植生は砂地植物、砂地性ステップ植生（псамофітно-степова）、草原植生、湿原植生、ソロネッツ植生（ナトリウム系黒色アルカリ土壌）、ソロンチャク植生（白色アルカリ土壌）で構成される。植物相は約500種の維管束植物（252科72属）が知られ、うち54種が固有種または準固有種（全体の10.82%）である。
塩生植物では、マツナ属の一種 Suaeda acuminata、イトバホウキギ Bassia prostrata、オカヒジキ属の一種 Salsola gmelinii（いずれもヒユ科）およびウシノケグサ属の Festuca fominii および Festuca gigantea（イネ科）などが分布する。特に、塩湖や長期にわたり浸水する低地では、ヨシ Phragmites australis やシバムギ Elytrigia repens（イネ科）が優占し、ウラギク Tripolium pannonicum（キク科）や Juncus maritimus（イグサ科）も生育する。
ウクライナレッドデータブックには、以下を含む21種の維管束植物が掲載されている：
- ナデシコ属の一種 Dianthus bessarabicus（ネデシコ科）
- ヤグルマギク属の一種 Centaurea margarita-alba（キク科）
- ハネスゲ属の一種 Stipa capillata（イネ科）
- ハネスゲ属の一種 Stipa borysthenica（イネ科）
- Anacamptis morio（ラン科）
- Anacamptis palustris（ラン科）

ヨーロッパレッドリストには、Dianthus bessarabicus、Puccinellia convoluta（イネ科）、Soda inermis（ヒユ科）などが含まれる。公園の植生群落は、ウクライナ・グリーンブックに記載される希少なもの（例：Stipa borysthenica の群落）を含む。
植栽により人為的に移入された植生も多く、ヤナギバグミ Elaeagnus angustifolia、Elaeagnus argentea（グミ科）、タマリクス・ラモシッシマ Tamarix ramosissima（ギョリュウ科）、シベリアニレ Ulmus pumila、ポプラ（セイヨウハコヤナギおよびギンドロ）、ニセアカシアなどが挙げられる。
菌類は57種、地衣類は26種が記録されている。

## 動物相
公園の動物相は多様で、以下の種が含まれる：
- 海産無脊椎動物: 83種（例：ムラサキイガイ、アカニシ）
- 昆虫: 352種（22種が稀少種、例：ヒジリタマオシコガネ）
- 魚類: 57種（13種が稀少種、例：アブラツノザメ Squalus acanthias、オオチョウザメ）
- 両生類: 4種
- 爬虫類: 7種（3種がウクライナレッドデータブック掲載種、例：ステップクサリヘビ Vipera renardi、カスピレーサー Dolichophis caspius）
- 鳥類: 250種（69種がウクライナレッドデータブック掲載種、例：モモイロペリカン、カンムリサギ、ヘラサギ）
- 哺乳類: 30種（15種が稀少種、例：ハンドウイルカ、マイルカ）

公園には、アカシカ、ムフロン、ダマジカなどの外来種も定着している。ジャリルガチ湾では、ハゼ類（Zosterisessor ophiocephalus、Mesogobius batrachocephalus）、エイ、カレイ、ヒメジ類などが生息する。

## 国際的重要湿地
ジャリルガチ国立自然公園は、ラムサール条約の国際的重要湿地「カルキニツカ湾およびジャリルガチ湾」（3UA011）の一部である。この湿地には、1957年設立の「カルキニツカ湾鳥類保護区」（27,646 ha）、クリミア自然保護区の「白鳥島」（9,612 ha）、1974年設立のジャリルガチ植物保護区（300 ha）が含まれる。
この湿地は、黒海沿岸特有の砂洲、浅瀬、島々からなる典型的な景観を持ち、渡り鳥の重要な中継地である。秋には15万対、春には10万対の水鳥が観察され、115種が保護リストに掲載されている（うち46種がウクライナレッドデータブック掲載種）。

## ギャラリー

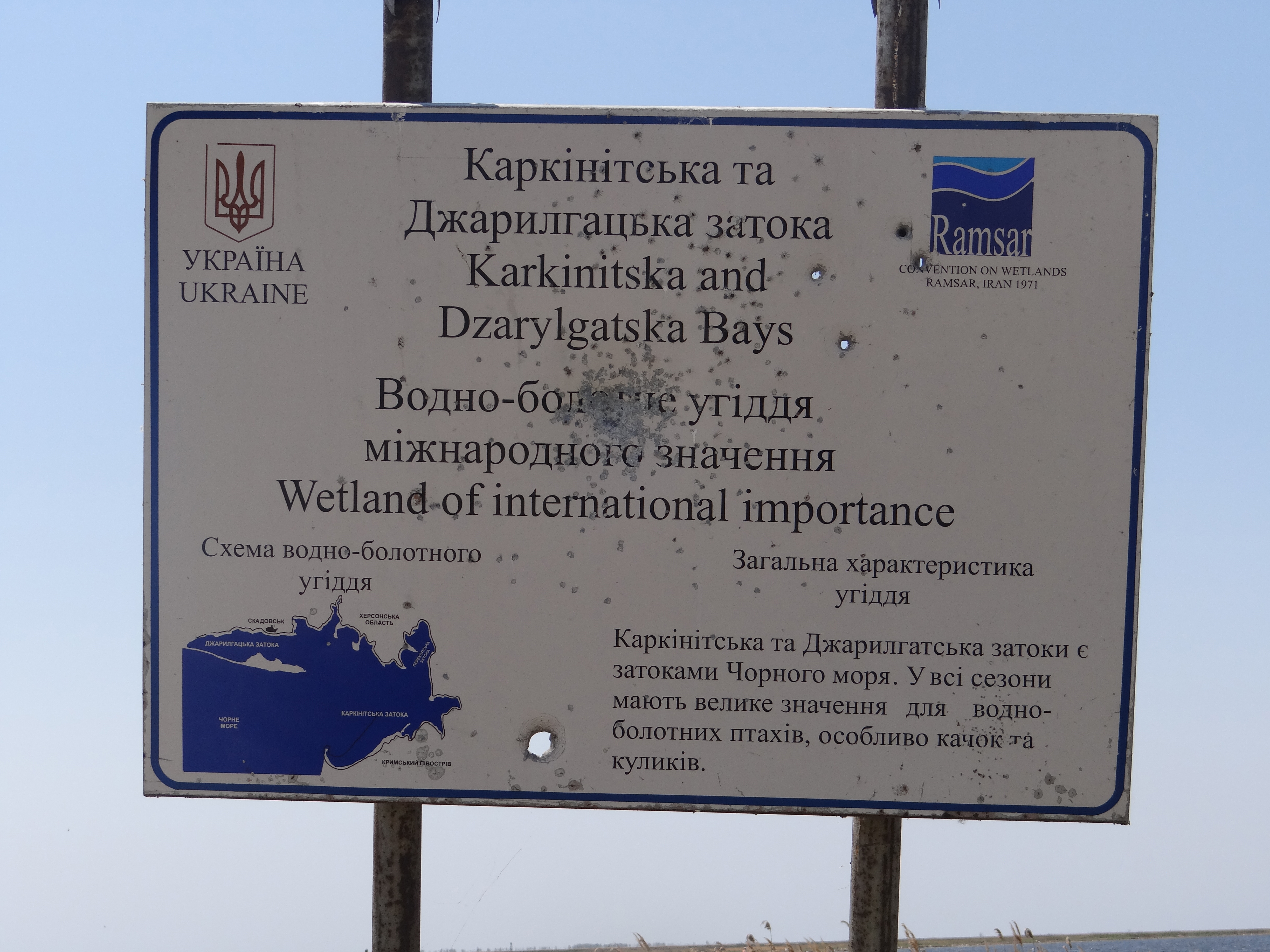
公園の案内板
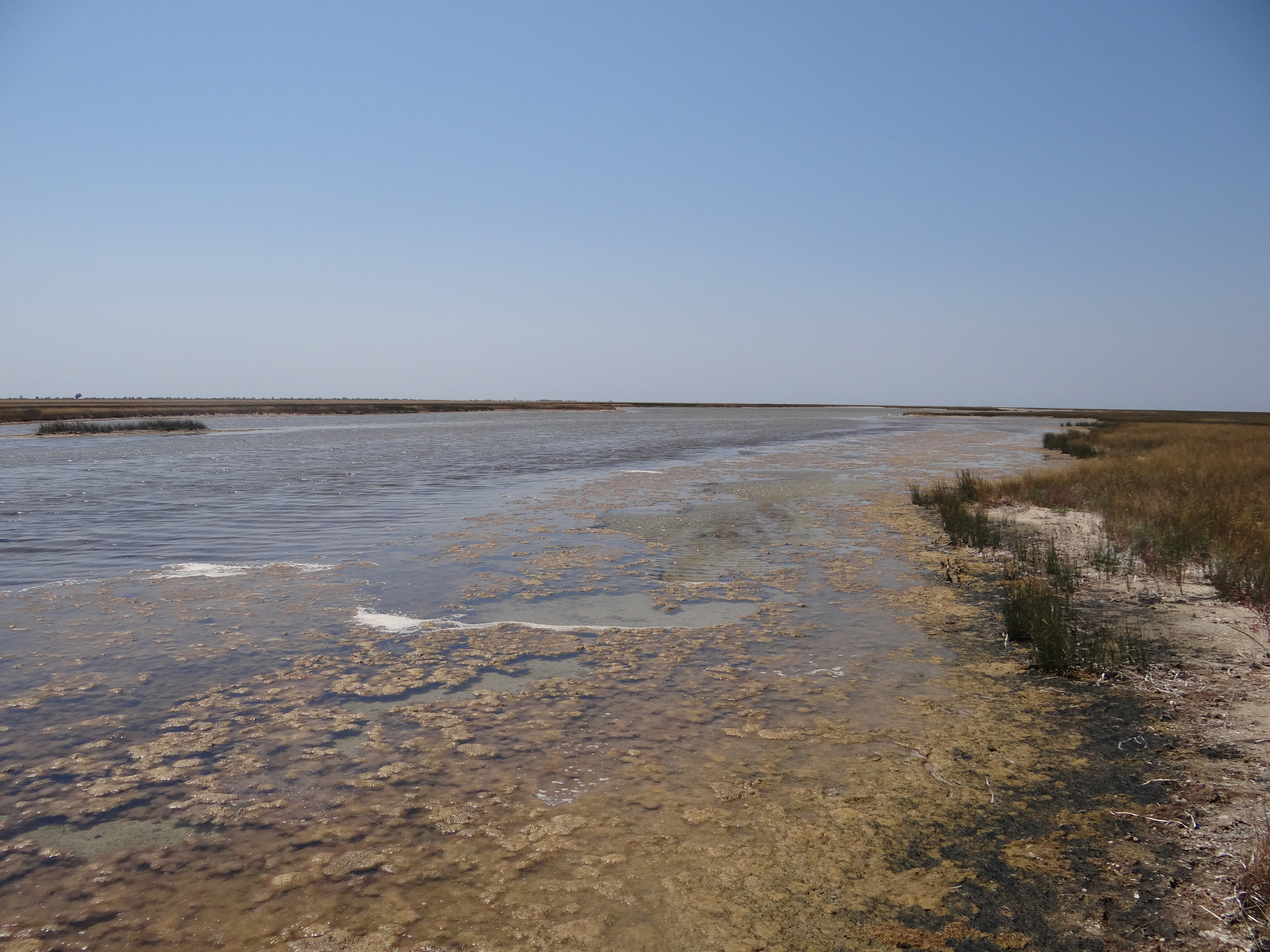
リマン（潟湖）
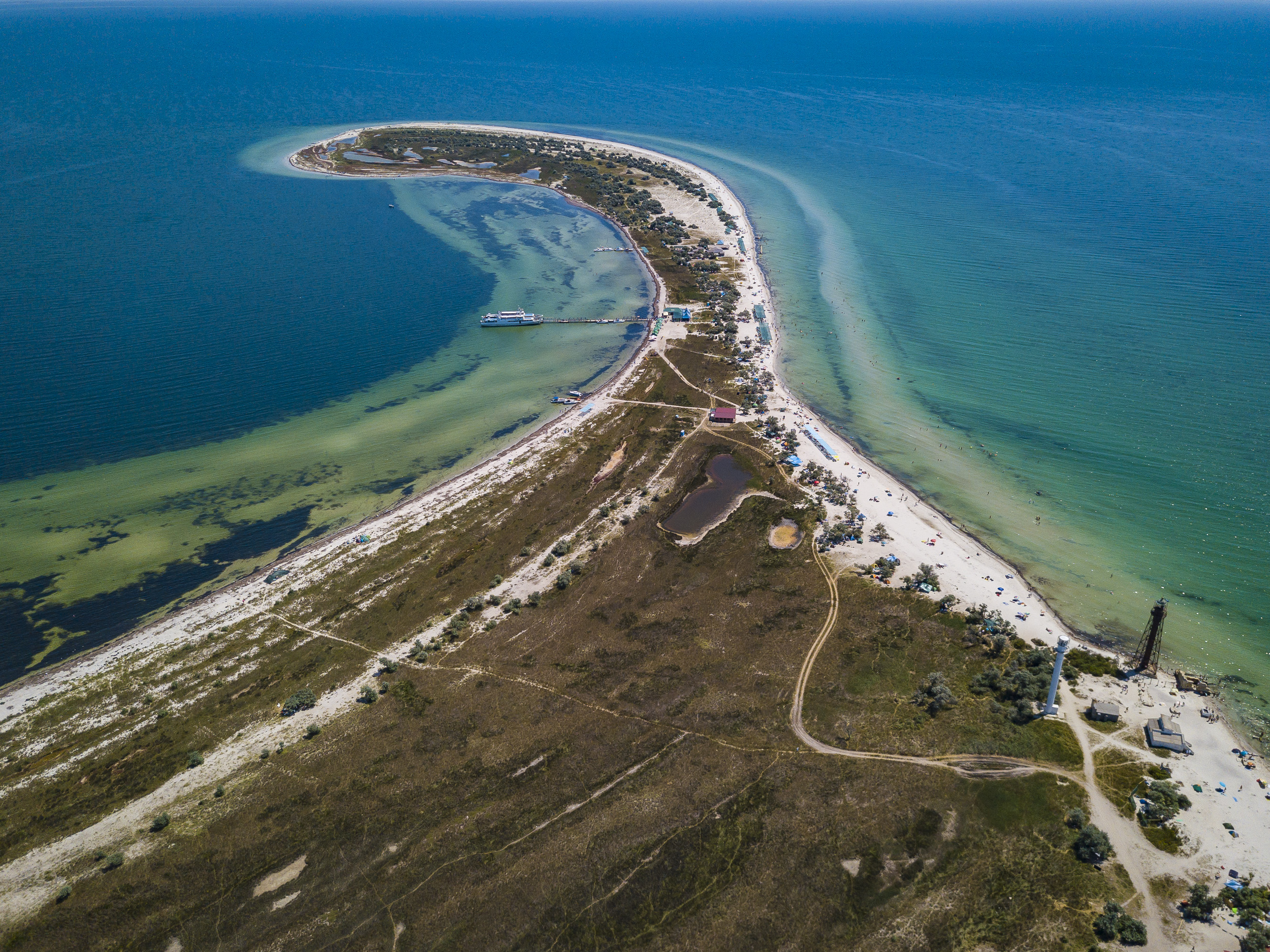
ジャリルガチ島の空中写真
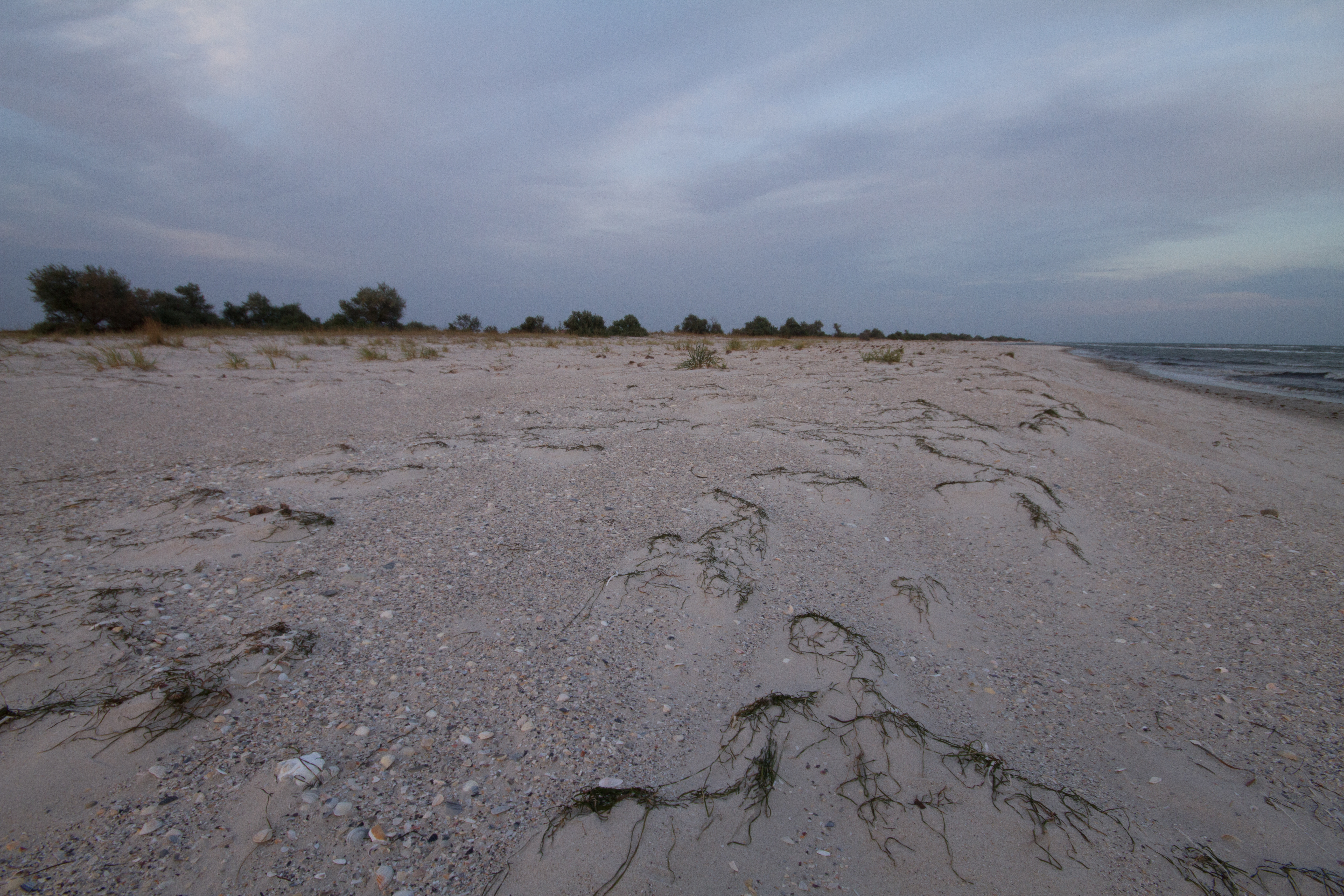
海岸線
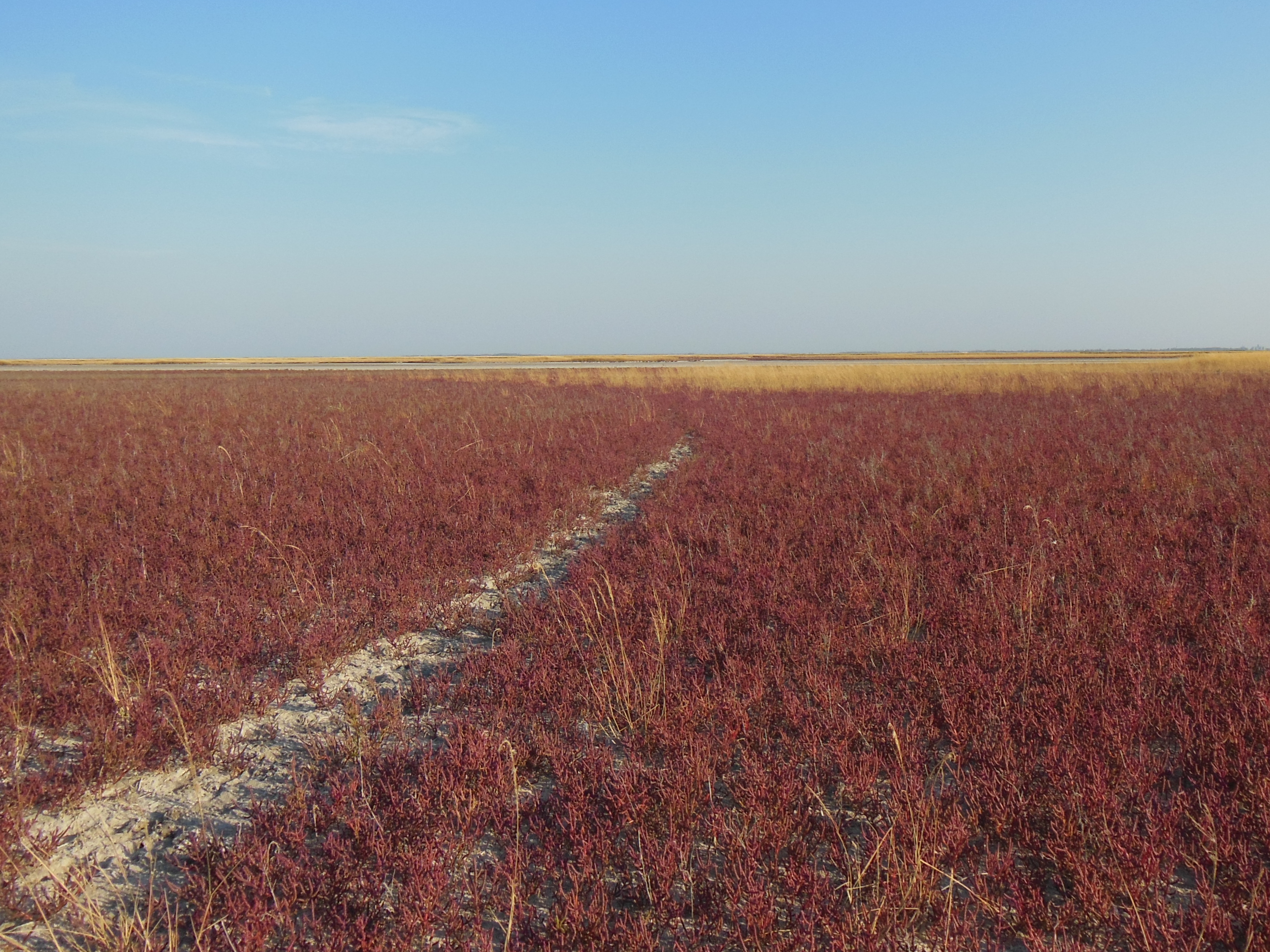
アッケシソウ
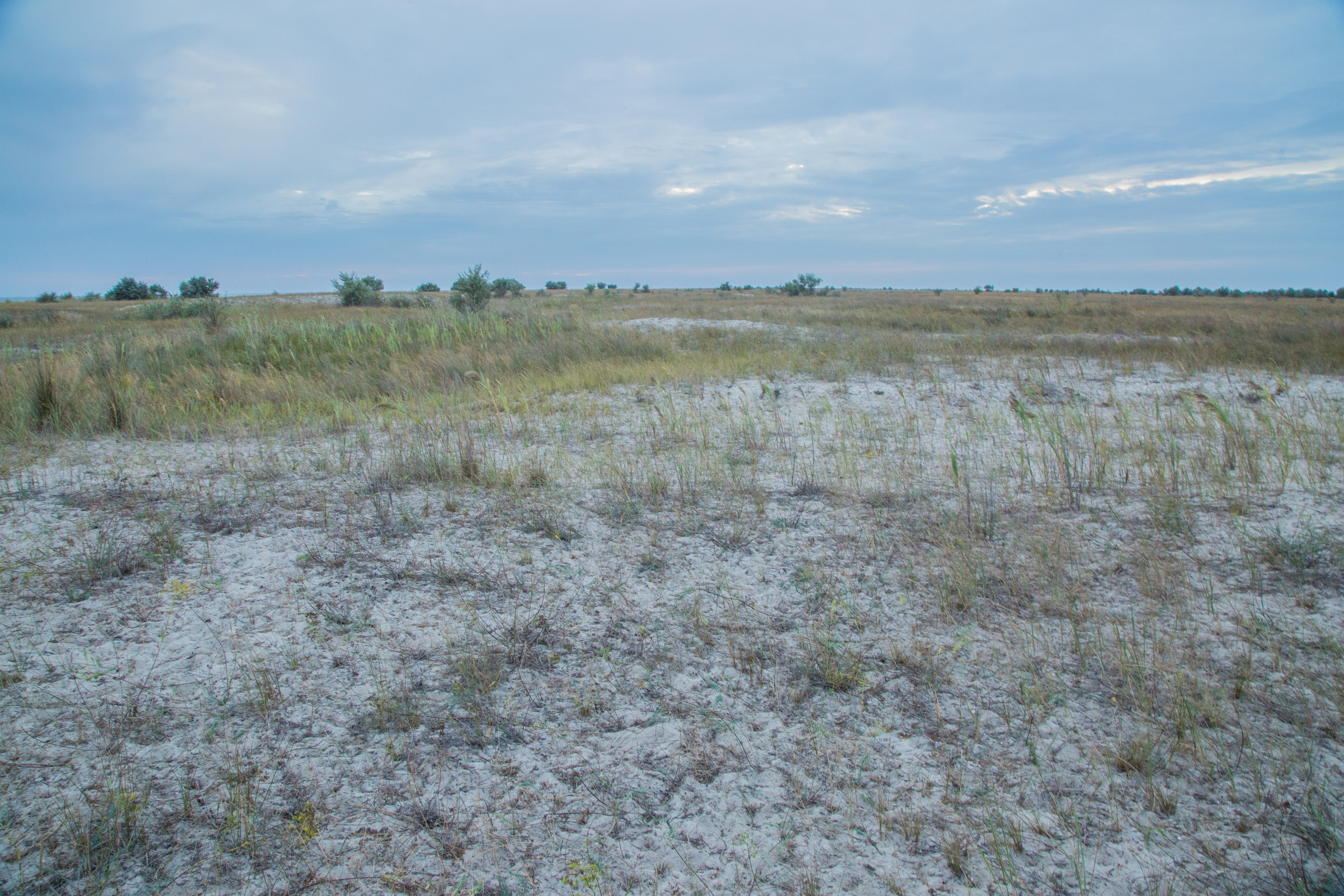
砂地の植生
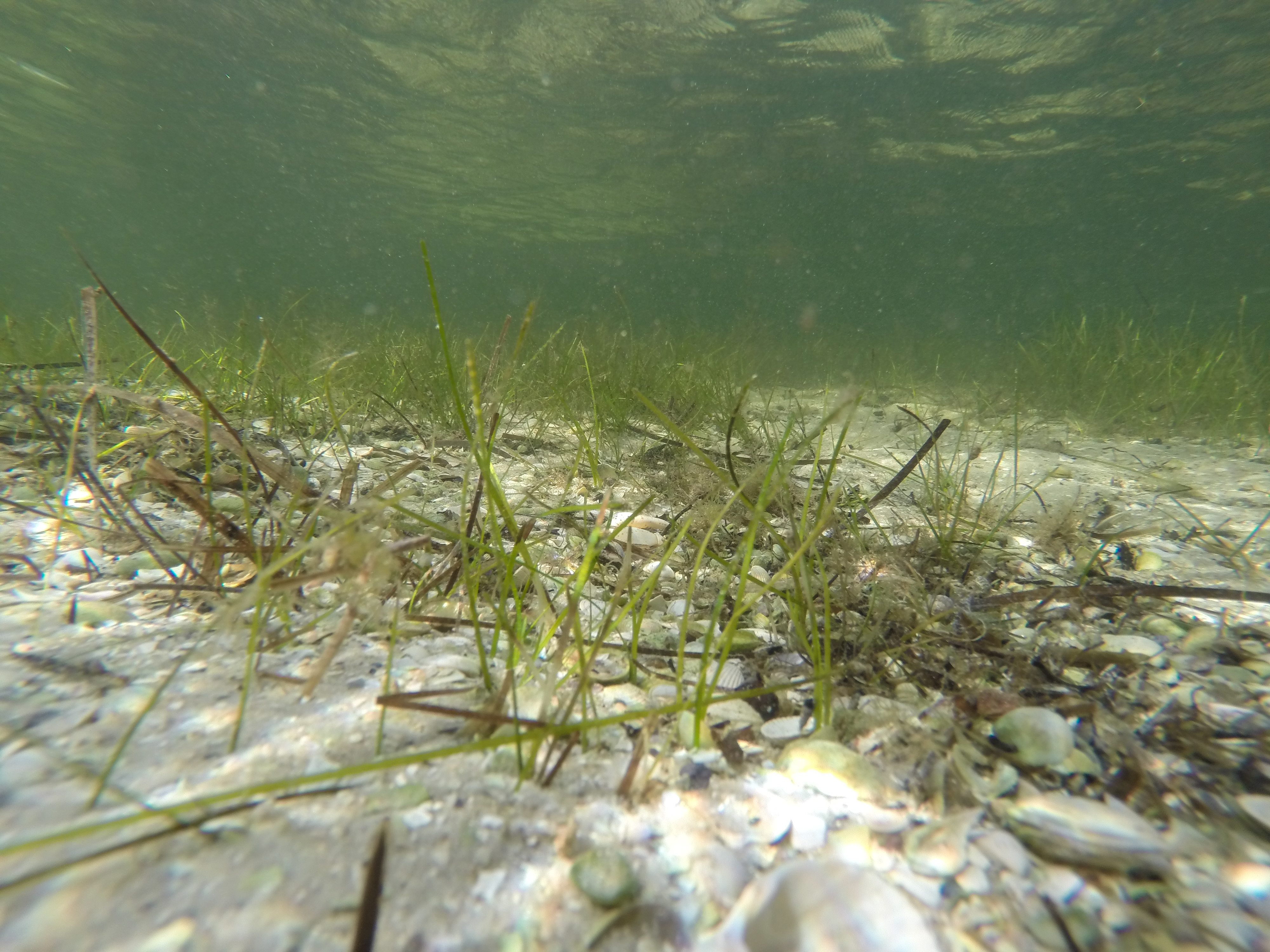
水中植生

## 動画
- 地上と空撮による鹿の映像
- ジャリルガチ島の塩湖
- ドローン撮影のステップ地帯

## 関連文献
- Т.И. Котенко, Ю.Р. Шеляг-Сосонко, ed (2000). “Биоразнообразие Джарылгача: современное состояние и пути сохранения [ja]”. Вестник зоологии (特別号):  240.
- Gennadiy Marushevsky, ed (2003). Directory of Azov–Black Sea Coastal Wetlands [ja]. Wetlands International. pp. 235
- М.Ф. Бойко, А.Е. Ходосовцев (2000). “Флора лишайников и мхов [ja]”. Биоразнообразие Джарылгача:  43–44.
- М.Ф. Бойко, Н.В. Москов, В.И. Тихонов (1987). Растительный мир Херсонской области [ja]. シンフェロポリ: Таврия. pp. 142
- Д.В. Дубина, Т.П. Дзюба (2005). “Фітоценотична різноманітність острова Джарилгач [ja]”. Український ботанічний журнал 62 (2):  128–142.